# Maja Bay Østergaard
Maja Bay Østergaard, född den 28 mars 1998, är en dansk fotbollsspelare, som spelar som målvakt. Hon representerar Växjö DFF och det danska landslaget.

## Biografi
Østergaard inledde sin seniorkarriär i Vildbjerg SF år 2018. Samma år flyttade hon till FC Thy-Thisted. 2024 flyttade hon till Växjö DFF. Hon har även representerat det danska damlandslaget där hon debuterade 2022.